# Старобаширово
Старобаши́рово (рос. Старобаширово, башк. Иҫке Бәшир) — село у складі Чекмагушівського району Башкортостану, Росія. Адміністративний центр Башировської сільської ради.
Населення — 410 осіб (2010; 475 у 2002).
Національний склад:
- татари — 56 %
- башкири — 43 %